# Melville Cooper
Melville Cooper, all'anagrafe George Melville Cooper (Birmingham, 15 ottobre 1896 – Los Angeles, 13 marzo 1973), è stato un attore britannico trasferitosi negli anni trenta negli USA, dove lavorò sia per il cinema che per il teatro e, più tardi, per la televisione.

## Biografia

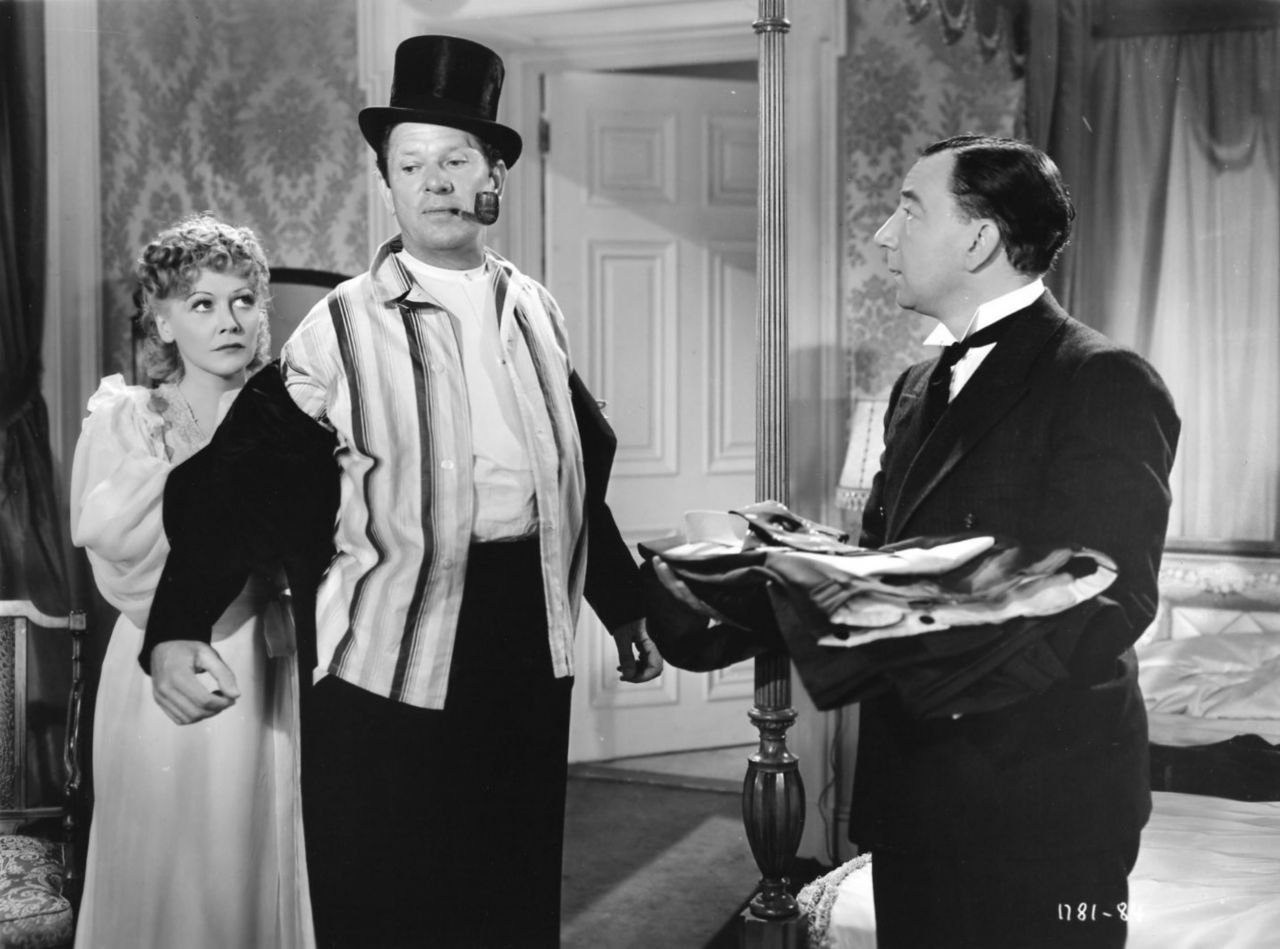
Melville Cooper (a destra) con Gladys George e Bob Burns in I'm from Missouri (1939)

Debuttò all'età di 18 anni in teatro a Stratford-upon-Avon. Apparve per la prima volta sul grande schermo nel 1930 in un cortometraggio, mentre sostenne la sua seconda prova cinematografica nel ruolo dell'ispettore Japp, il contraltare di Scotland Yard di Hercule Poirot, in un giallo tratto da Agatha Christie. Dopo alcuni film in Gran Bretagna, tra cui Le ultime avventure di Don Giovanni (1934) di Alexander Korda, accanto a Douglas Fairbanks, in cui interpretò il ruolo di Leporello, si trasferì negli Stati Uniti.
Lavorò in piccole parti e poi si specializzò in ruoli da caratterista, molte volte utilizzato per ritrarre personaggi di inglese o di snob o di maggiordomo. Viene ricordato per la sua interpretazione dello sceriffo di Nottingham in La leggenda di Robin Hood (1938) e per il ruolo di Collins in Orgoglio e pregiudizio (1940).
Negli anni cinquanta, incontrando difficoltà a proseguire la propria carriera cinematografica, ripiegò sulla televisione e tornò anche a recitare a teatro.
Melville Cooper si sposò tre volte: con Gladys Grice, con Elizabeth Sutherland e con Rita Page, dalla quale ebbe un figlio.
Morì nel 1973 all'età di 77 anni e fu sepolto al Valhalla Memorial Park Cemetery di Los Angeles.

## Filmografia

### Cinema
- All Riot on the Western Front, regia di Castleton Knight (1930)
- Black Coffee, regia di Leslie S. Hiscott (1931)
- The Calendar, regia di T. Hayes Hunter (1931)
- Two White Arms, regia di Fred Niblo (1932)
- To Brighton with Gladys, regia di George King (1933)
- Forging Ahead, regia di Norman Walker (1933)
- Leave It to Me, regia di Monty Banks (1933)
- Le ultime avventure di Don Giovanni (The Private Life of Don Juan), regia di Alexander Korda (1934)
- La Primula Rossa (The Scarlet Pimpernel), regia di Harold Young (1934)
- The Bishop Misbehaves, regia di Ewald André Dupont (1935)
- Codice segreto (Rendezvous), regia di William K. Howard e, non accreditato, Sam Wood (1935)
- Troppo amata (The Gorgeous Hussy), regia di Clarence Brown (1936)
- La fine della signora Cheyney (The Last of Mrs. Cheyney), regia di Richard Boleslawski e (non accreditati) Dorothy Arzner e George Fitzmaurice (1937)
- Proprietà riservata (Personal Property), regia di W. S. Van Dyke (1937)
- Scandalo al Grand Hotel (Thin Ice), regia di Sidney Lanfield (1937)
- L'ultima beffa di Don Giovanni (The Great Garrick), regia di James Whale (1937)
- Tovarich, regia di Anatole Litvak (1937)
- Women Are Like That, regia di Stanley Logan (1938)
- La leggenda di Robin Hood (The Adventures of Robin Hood), regia di Michael Curtiz e William Keighley (1938)
- Gold Diggers in Paris, regia di Ray Enright (1938)
- La quadriglia dell'illusione (Four's a Crowd), regia di Michael Curtiz (1938)
- Garden of the Moon, regia di Busby Berkeley (1938)
- Hard to Get, regia di Ray Enright (1938)
- Comet Over Broadway, regia di Busby Berkeley e (non accreditato) John Farrow (1938)
- Passione ardente (Dramatic School), regia di Robert B. Sinclair (1938)
- Missione all'alba (The Dawn Patrol), regia di Edmund Goulding (1938)
- I'm from Missouri, regia di Theodore Reed (1939)
- Vicolo cieco (Blind Alley), regia di Charles Vidor (1939)
- I pionieri della costa d'oro (The Sun Never Sets), regia di Rowland V. Lee (1939)
- Two Bright Boys, regia di Joseph Santley (1939)
- Troppi mariti (Too Many Husbands), regia di Wesley Ruggles (1940)
- Rebecca - La prima moglie (Rebecca), regia di Alfred Hitchcock (1940)
- Indietro non si torna (Escape to Glory), regia di John Brahm (1940)
- Orgoglio e pregiudizio (Pride and Prejudice), regia di Robert Z. Leonard (1940)
- Charlie Chan delitto a New York (Murder Over New York), regia di Harry Lachman (1940)
- Lady Eva (The Lady Eva), regia di Preston Sturges (1941)
- Scotland Yard, regia di Norman Foster (1941)
- L'ammaliatrice (The Flame of New Orleans), regia di René Clair (1941)
- Tu m'appartieni (You Belong to Me), regia di Wesley Ruggles (1941)
- Sono un disertore (This Above All), regia di Anatole Litvak (1942)
- The Affairs of Martha, regia di Jules Dassin (1942)
- Life Begins at Eight-Thirty, regia di Irving Pichel (1942)
- Prigionieri del passato (Random Harvest), regia di Mervyn LeRoy (1942)
- Il sergente immortale (Immortal Sergeant), regia di John M. Stahl (1943)
- Hit Parade of 1943, regia di Albert S. Rogell (1943)
- Marito a sorpresa (Holy Matrimony), regia di John M. Stahl (1943)
- My Kingdom for a Cook, regia di Richard Wallace (1943)
- Ladra di cuori (Heartbeat), regia di Sam Wood (1946)
- Il 13 non risponde (13 Rue Madeleine), regia di Henry Hathaway (1947)
- La donna di quella notte (The Imperfect Lady), regia di Lewis Allen (1947)
- Fuga nel tempo (Enchantment), regia di Irving Reis (1948)
- Il Danubio rosso (The Red Danube), regia di George Sidney (1949)
- Una notte sui tetti (Love Happy), regia di David Miller (1949)
- E col bambino fanno tre (And Baby Makes Three), regia di Henry Levin (1949)
- Il padre della sposa (The Father of the Bride), regia di Vincente Minnelli (1950)
- Delitto in prima pagina (The Underworld Story), regia di Cy Endfield (1950)
- Ogni anno una ragazza (The Petty Girl), regia di Henry Levin (1950)
- Torna con me (Let's Dance), regia di Norman Z. McLeod (1950)
- La ragazza del secolo (It Should Happen to You), regia di George Cukor (1954)
- Il covo dei contrabbandieri (Moonfleet), regia di Fritz Lang (1955)
- Il ladro del re (The King's Thief), regia di Robert Z. Leonard (1955)
- Diana la cortigiana (Diane), regia di David Miller (1956)
- Il giro del mondo in 80 giorni (Around the World in Eighty Days), regia di Michael Anderson (1956)
- Un turbine di gioia (Bundle of Joy), regia di Norman Taurog (1956)
- L'inferno ci accusa (The Story of Mankind), regia di Irwin Allen (1957)
- Dalla Terra alla Luna (From the Earth to the Moon), regia di Byron Haskin (1958)

### Televisione
- Climax! – serie TV, episodio 1x08 (1954)
- Telephone Time – serie TV, episodio 2x01 (1956)
- West Point – serie TV, episodio 1x19 (1957)
- The Best of the Post – serie TV, episodio 1x21 (1961)

## Doppiatori italiani
- Carlo Romano in Passione ardente, Orgoglio e pregiudizio (primo ridoppiaggio), Il covo dei contrabbandieri, Il giro del mondo in 80 giorni, Il ladro del re, Il padre della sposa
- Giorgio Capecchi in Rebecca la prima moglie, Una notte sui tetti
- Olinto Cristina in La Primula Rossa (primo ridoppiaggio), La ragazza del secolo
- Mario Gallina in La leggenda di Robin Hood
- Stefano Sibaldi in Sono un disertore
- Paolo Stoppa in Lady Eva
- Gianni Marzocchi in Orgoglio e pregiudizio (secondo ridoppiaggio)
- Vittorio Battarra in La leggenda di Robin Hood (ridoppiaggio)